# 古佐爾
古佐爾（波斯語：‎）是烏茲別克的城市，由卡拉卡爾帕克斯坦自治共和國負責管轄，位於該國南部，距離卡爾希約40公里，海拔高度515米，2010年人口26,592。